# الوهیت
الوهیت (به انگلیسی: deity) یا خدا موجودی فراطبیعی است که الهی یا مقدس انگاشته می‌شود. دیکشنری آکسفورد، الوهیت را ایزد یا ایزدبانو یا هر آنچه که به عنوان امری الهی مورد احترام است می‌داند. سی. اسکات لیتلتون، الوهیت را «وجودی با قدرت‌های فراتر از انسان‌های عادی که به‌طور مثبت یا منفی با انسان‌ها در تماس است؛ به گونه ای که آنها را به سطوح جدیدی از هوشیاری، ورای مشغله‌های زمینی زندگی عادی می‌برد.» می‌داند.
الوهیّت، صفت آغازین یا ماهیت کنه ذات الهی است. این اصطلاح در صوفیه، اسم مرتبه ای است که جامع تمام مراتب اسماء و صفات خدا است. به عبارت دیگر اسم تمام حقایق است که آنها را در مراتب خود حفظ می‌کند. اگر لفظ الوهیت به چیزی اضافه شود به الهی بودن آن، دلالت می‌کند؛ مثلاً می‌گوییم: الوهیّت جمال، الوهیّت حب و الوهیّت مال.